# Раухівка (станція)
Ра́ухівка (до 2008 року — Раухівка І) — проміжна залізнична станція Одеської дирекції Одеської залізниці на перетині двох ліній Раухівка — Колосівка та Чорноморська — Раухівка між станціями Сербка (20 км) та Березівка (17 км). Розташована у селі Новоселівка Березівського району Одеської області.

## Історія
Станція відкрита 1914 року, у складі дільниці Куяльник — Колосівка новозбудованої залізниці Одеса — Бахмач. Станція проіснувала до 1969 року під такою ж назвою. З 1969 року, після відкриття руху залізничною лінією Мигаєве — Раухівка та відкриття залізничної станції Раухівка ІІ перетворилася на вузлову та здобула назву Раухівка І.
У 1971 році станція  електрифікована змінним струмом (~25 кВ) в складі дільниці Одеса-Сортувальна — Колосівка.
У 1999 році залізничну лінію Мигаєве — Раухівка від роз'їзду Ротове до Раухівки було закрито та розібрано, тож станцію Раухівка ІІ теж закрито. Раухівка І знову перетворилася на проміжну станцію. З 2008 року, відповідно з тарифним керівництвом № 4 від 2008 року станції змінено назву  Раухівка. 

## Пасажирське сполучення
На станції зупиняються приміські електропоїзди Колосівського напрямку, а також поїзд № 148/147
Одеса — Київ — Житомир.
До 25 жовтня 2020 року на станції зупинявся пасажирський поїзд «Таврія» сполученням Запоріжжя — Одеса.